# Серпокрилець коморський
Серпокрилець коморський (Apus balstoni) — вид птахів родини серпокрильцевих (Apodidae).

## Поширення
Вид є ендеміком Мадагаскару та Коморських островів. Його природним середовищем проживання є субтропічні або тропічні вологі рівнинні ліси та субтропічні або тропічні вологі гірські ліси.

## Підвиди
- Apus barbatus balstoni (Bartlett, 1880): поширений на Мадагаскарі.
- Apus barbatus mayottensis (Nicoll, 1906): Коморські острови.

## Опис
Птах має довжину близько 16 см; самці трохи важчі за самиць (49,5–51 г проти 38–46 г).